# Österreichischer Rundfunk
Radiodiffusion autrichienne
Pour les articles homonymes, voir ORF.

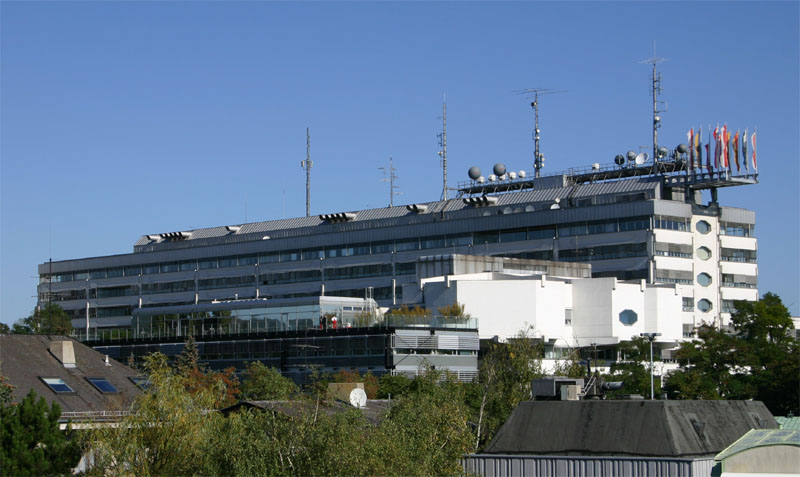
Le bâtiment de l'ORF à Vienne sur la Küniglberg

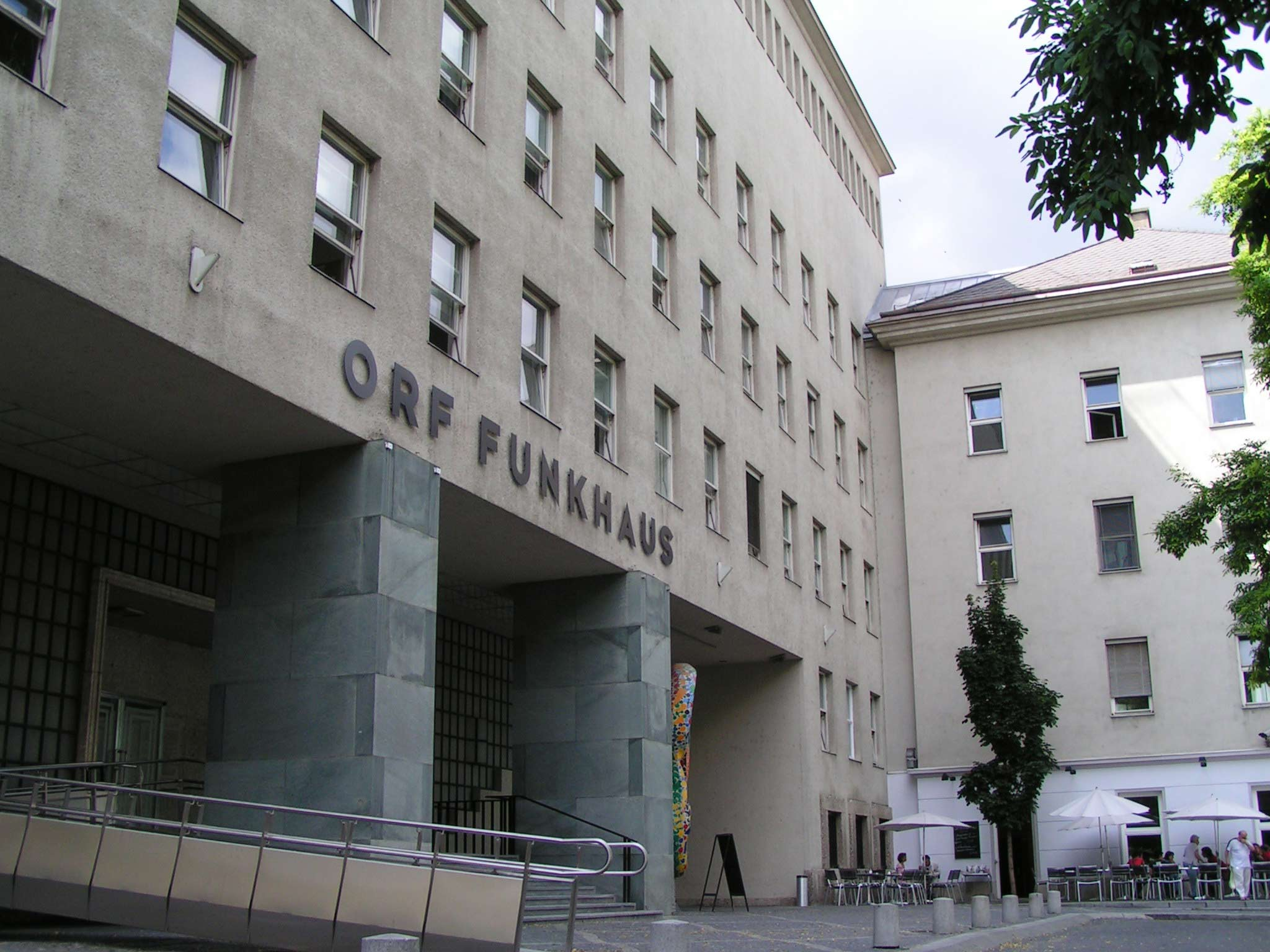
Les bureaux de l'ORF sur la Argentinierstrasse à Vienne

L'Österreichischer Rundfunk (ORF, « Radiodiffusion autrichienne ») est une fondation autrichienne de droit public chargée de la radiotélédiffusion. Elle est la plus grande entreprise médiatique d’Autriche et a  son siège à Vienne. En outre, l'ORF possède dans chacun des neuf lands (dont Vienne) un studio régional ainsi que depuis 1975 un studio à Bolzano (dans le Haut-Adige en Italie).

## Identité visuelle

### Logos

Ancien logo « œil » de l'ORF de 1968 à 1992
Logo actuel depuis 1992

## Organisation

### Dirigeants
- Oskar Czeija : 1924-1938
- Josef Scheidl : 1960-1967
- Gerd Bacher : 1967-1974
- Otto Oberhammer : 1974-1978
- Gerd Bacher : 1978-1986
- Thaddäus (Teddy) Podgorski : 1986-1990
- Gerd Bacher : 1990-1994
- Gerhard Zeiler : 1994-1998
- Gerhard Weis : 1998-2001
- Monika Lindner : 2002 - 31 décembre 2006
- Alexander Wrabetz : du 1er janvier 2007 au 31 décembre 2021
- Roland Weißmann: depuis le 1er janvier 2022

## Activités
L'Österreichischer Rundfunk diffuse six chaînes de radio et quatre chaînes de télévision.

### Radio
- Ö1 est une station culturelle et généraliste diffusant des journaux d'information, des émissions culturelles et de la musique classique. Une programmation qui est comparable à celui de France Inter.
- Ö2 se compose de neuf programmes régionaux pour les différents Länder :
  - Radio Wien
  - Radio Niederösterreich
  - Radio Oberösterreich
  - Radio Burgenland
  - Radio Salzburg
  - Radio Steiermark
  - Radio Tirol
  - Radio Vorarlberg
  - Radio Kärnten

Ces stations régionales sont en partie comparables au réseau français Ici. Musicalement, certaines stations diffusent essentiellement des succès anglophones des années 1960 à 1980 tandis que d'autres diffusent aussi beaucoup de variété germanophone.
- Hitradio Ö3 est une station musicale diffusant beaucoup de musique pop actuelle ainsi que des succès des années 1980 à aujourd'hui. On y trouve également un flash d'information toutes les heures et des informations routières toutes les 30 minutes. Ö3 est le programme de radio autrichien le plus écouté avec environ trois millions d'auditeurs tous les jours.
- FM4 est une station pour les jeunes spécialisée dans la musique pop alternative et les concerts. Elle diffuse, pour des raisons historiques et juridiques, une partie de ses programmes en langue anglaise.
- Radio 1476 est un programme spécial de l'ORF diffusé sur onde moyenne sur la fréquence 1 476 kHz de Vienne depuis Bisamberg près de Vienne avec une puissance d'émission de 60 kW.
- Radio Österreich 1 International est la radio internationale autrichienne sur une onde courte, satellite et Internet diffusée dans le monde entier. Pour des raisons économiques, le programme autonome de la radio internationale a été remplacé par le programme de Ö1 le 1er juillet 2003 et Radio Österreich International a été rebaptisée Radio Österreich 1 International.

### Télévision

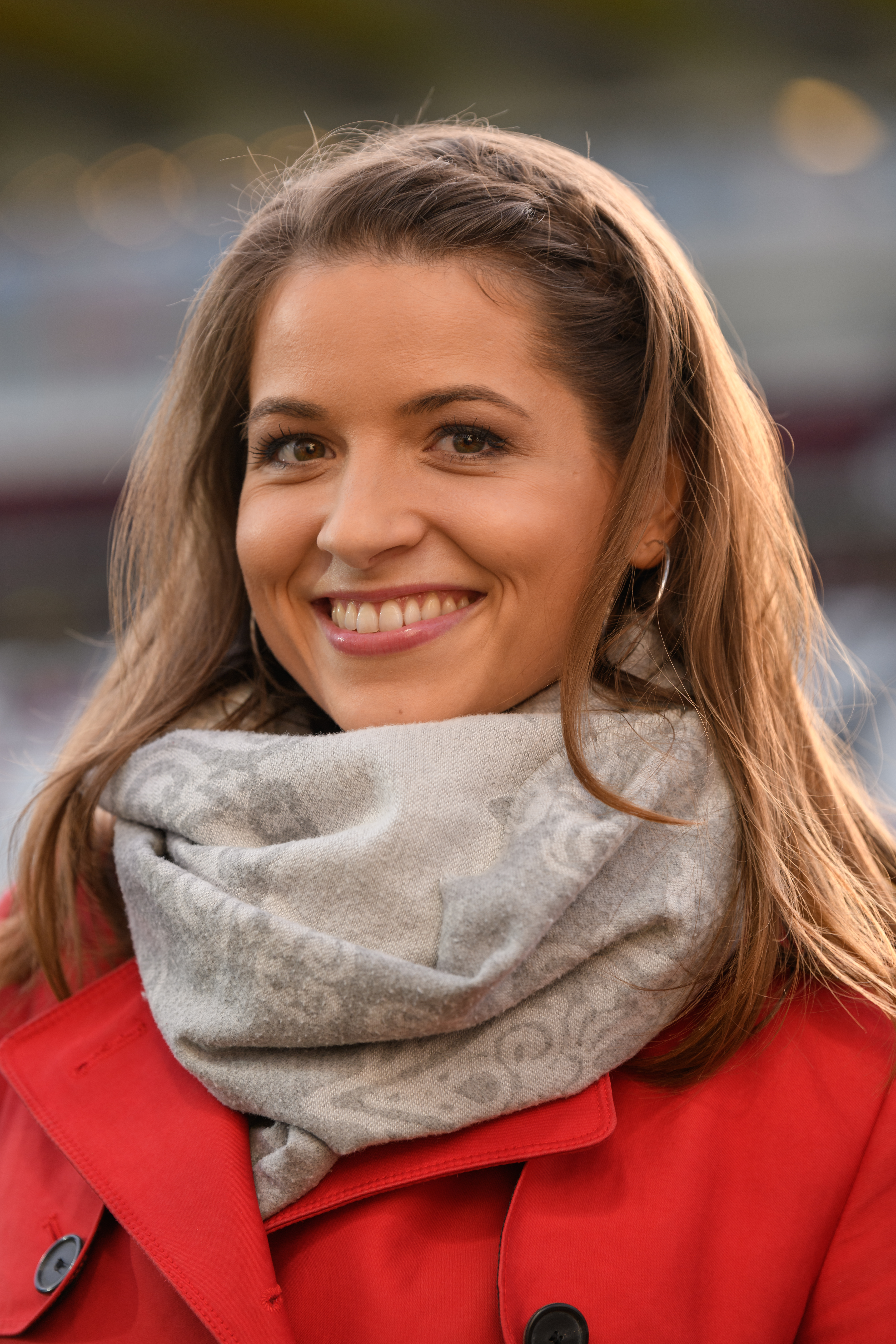
Kristina Inhof, présentatrice à l'Österreichischer Rundfunk, lors de qualifications pour la coupe du monde féminine de football. Avril 2018.

- ORF 1
- ORF 2
- ORF 2 Europe
- ORF III depuis 26 octobre 2011
- ORF Sport + (jusqu'au 26 octobre 2011 : ORF Sport Plus)
- TW1 (jusqu'au 26 octobre 2011)

En partenariat :
- 3sat
- ARTE

## Sources
1. ↑  Bibliothèque nationale allemande, Gemeinsame Normdatei (autorité), consulté le 18 novembre 2022.
2. ↑  « General information » (consulté le 21 octobre 2022)